# Cotylorhynchus
Cotylorhynchus é um gênero de sinapsídeo do Permiano da América do Norte. É considerada como representante da primeira onda de diversidade amniota. Foi o maior gênero entre os Caseidae e o maior tetrápode do seu tempo. Media cerca de 6 metros de comprimento e pesava aproximadamente 2 toneladas.

## Anatomia
O gênero tinha uma cabeça desproporcionalmente pequena e um corpo em formato de barril de tamanho avantajado. Suas características osteológicas incluem um escapulocoracóide maciço, úmeros com terminações alargadas em forma de sino, ossos dos membros dianteiros robustos e dígitos largos e com garras. Certas características de suas mãos indicam habilidade para escavar, tais como a presença de grandes protuberâncias retratoras nas superfícies ventrais das falanges distais, que lhes permitiam fletir fortemente as garras. Por outro lado, as superfícies articulares das falanges eram oblíquas ao eixo do osso, o que fornecia uma maior área para a inserção dos músculos fletores.
Seu crânio é distinto pela presença de largas aberturas temporais e nasais, que podiam ter a utilidade de aumentar a capacidade respiratória, ou podiam abrigar algum tipo de órgão sensório ou de manutenção da umidade. Além disso, eles possuíam grandes aberturas pineais e um focinho, ou seja, uma maxila alongada que se projetava para lá da arcada dentária, formando um bico que podia igualmente ser usado para a escavação. Os dentes eram muito semelhantes aos das iguanas, com as margens posteriores providas de filas de cúspides. O Cotylorhynchus tinha dentes redondos parecidos com os das iguanas atuais, o que sugere de que seria herbívoro. Garras proeminentes e fortes músculos nas patas dianteiras, faziam dele um hábil escavador, conseguindo expor as raízes de que se alimentava.

## Espécies

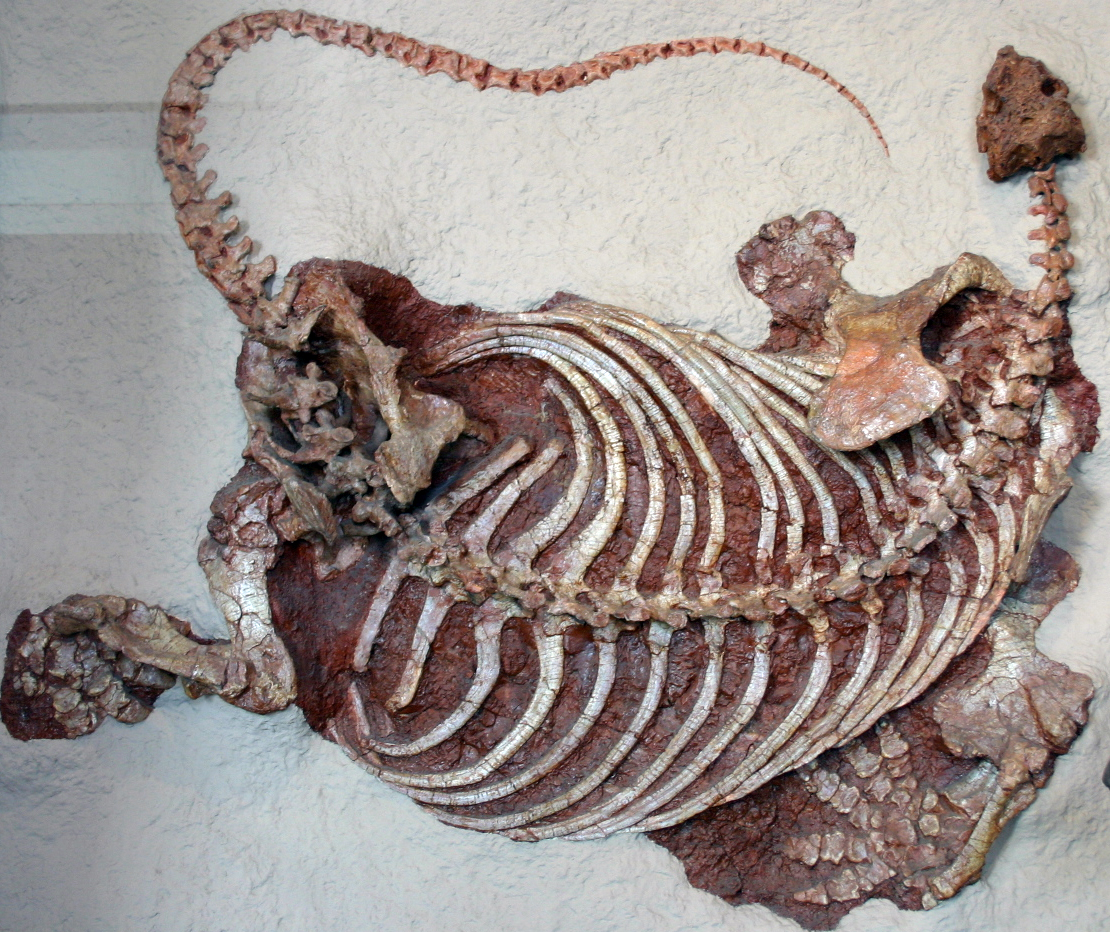
Cotylorhynchus romeri

Três espécies são descritas para o gênero:
- Cotylorhynchus romeri Stovall, 1937 - encontrado na região central de Oklahoma, em partes do condado de Cleveland, pertence ao Permiano Inferior;
- Cotylorhynchus hancocki Olson e Beerbower, 1953 - encontrado no norte do Texas, nos condados de Hardman e Knox, pertence ao Permiano Médio;
- Cotylorhynchus bransoni Olson e Barghusen, 1962 - encontrado na região noroeste de Oklahoma, nos condados de Kingfisher e Blaine, pertence ao Permiano Médio.